# Cedric Diggory
Cedric Diggory (1977. – 24. lipnja 1995.) imaginaran je lik iz serije romana o Harryju Potteru, bio je kapetan hufflepuffske metlobojske ekipe tijekom Harryjeve treće godine školovanja. Cedricov je otac bio Amos Diggory, djelatnik Ministarstva magije; njegova je djevojka bila Cho Chang. Bio je odličan učenik i hufflepuffski prefekt, poznat po svojoj skromnosti i poštenju. U Harryju Potteru i Plamenom peharu glumio ga je Robert Pattinson. Cedricov je čarobni štapić dug trideset i pol centimetara, napravljen od jasena i s jednom dlakom iz repa jednoroga u jezgri. Gospodin Ollivader štapić je opisao kao "ugodno gibak".
Na Harryjevoj trećoj godini, u Harryju Potteru i zatočeniku Azkabana, Cedric je bio kapetan Hufflepuffske metlobojske ekipe koja je pobijedila Gryffindore nakon što je Harry Potter pao s metle. Cedric to nije znao sve dok nije uhvatio zvrčku i zahtijevao je da se utakmica ponovno odigra, ali je Oliver Wood, kapetan Gryffindorske ekipe to odbio i rekao da su Hugfflepuffi pošteno pobijedili. Njegov otac, Amos Diggory, bio je ponosan zato što je Cedric "pobijedio" Harryja Pottera i govorio je da je bolji pobijedio, ali Cedricu se nimalo nije svidjelo hvalisanje njegovog oca.
U Harryju Potteru i Plamenom peharu Cedric je izabran za prvaka Hogwartsa na Tromagijskom turniru. Kad je za prvaka Hogwartsa tajanstveno izabran i Harry, Draco Malfoy napravio je značke s natpisima "Cedric Diggory pravi je prvak Hogwartsa" i "Potter smrdi".
U prvom je zadatku Harry rekao Cedricu da će zadatak uključivati zmajeve. Cedric je tijekom zadatka preobrazio jedan kamen u psa koji je njegovu zmaju odvraćao pozornost. Na nesreću, zmaj je na pola puta izgubio zanimanje za psa i krenuo je na Cedrica. On je ipak uspio uzeti zlatno jaje, ali je zaradio i opeklinu na obrazu. Na Božićni bal, na Harryjevu nesreću, došao je s Cho Chang.
Cedric je, zajedno s Plačljivom Myrtlom i Dobbyjem, pomogao Harryju da dođe do traga potrebnog za drugi zadatak Tromagijskog turnira tako što mu je rekao da otvori jaje pod vodom kao zahvalu za Harryjevu pomoć oko prvog zadatka.
Bio je drugi prvak koji je uspio doći do grada vodenljudi i uspio je spasiti Cho koristeći se pritom čarolijom zračnog mjehura. Isplivao je na površinu minutu nakon isteka vremenskog ograničenja od jednog sata i tako je u drugom zadatku osvojio 47 bodova.
Tijekom trećeg zadatka Harry je dva puta spasio život Cedricu, a u utrci za pokal Cedric je odbio uzeti pokal bez Harryja pa su ga zato primila obojica. Pokal je zapravo bio putoključ koji ih je odveo do Voldemorta i njegovog sluge Crvorepa. Po naredbi Voldemorta, Crvorep je ubio Cedrica kletvom Avada Kedavra. Harry je uspio pobjeći i vratiti Cedricovo tijelo njegovim roditeljima. Ministarstvo magije zataškalo je cijeli događaj i Cedricovu smrt pripisalo "nesreći". Na gozbi za kraj školske godine Albus Dumbledore svim je učenicima rekao da je Cedrica ubio Voldemort i da bi bila velika nepravda prema Cedricu da se njegova smrt naziva nesrećom.